# Kaple Matky Boží na Veveří

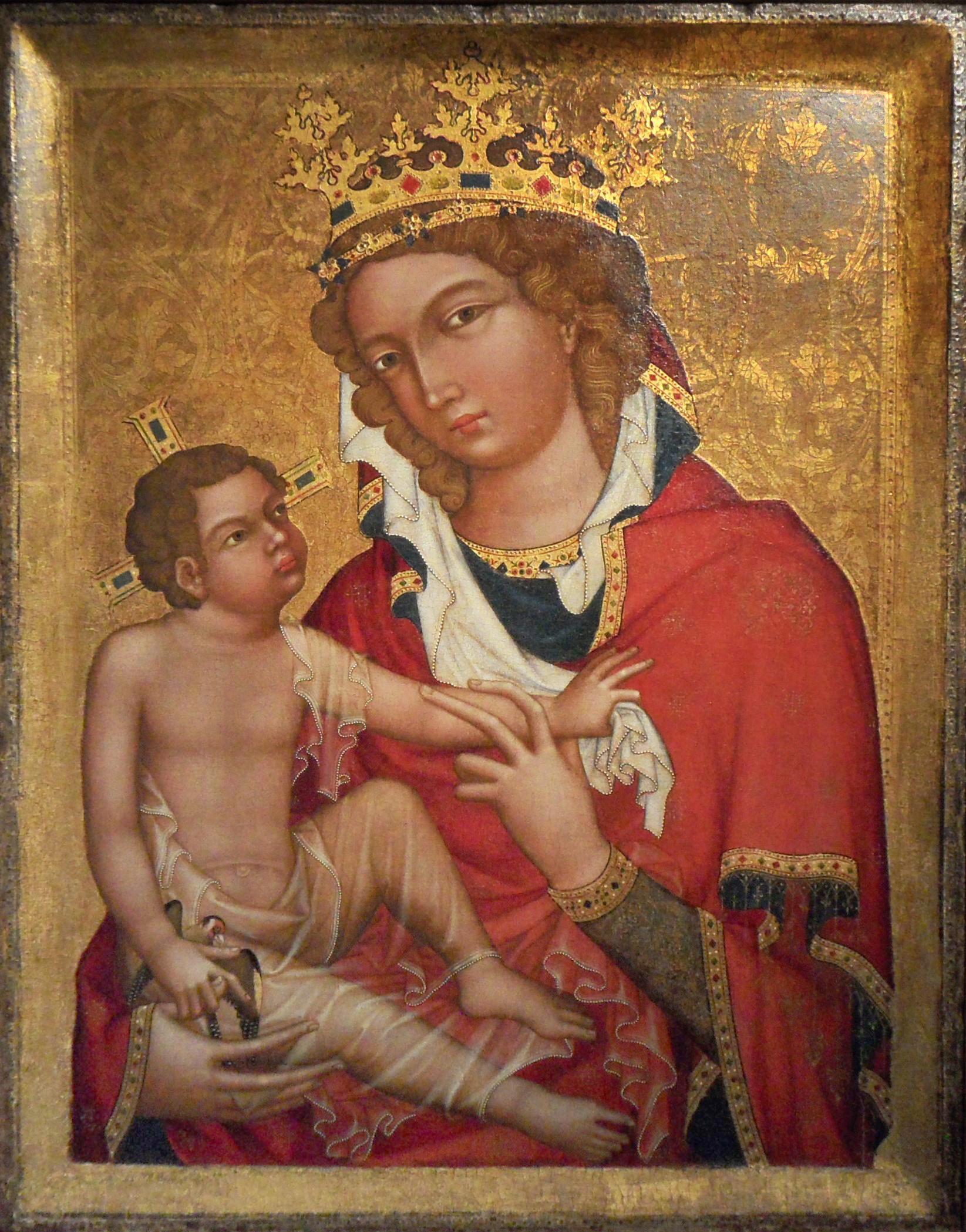
Madona Veverská

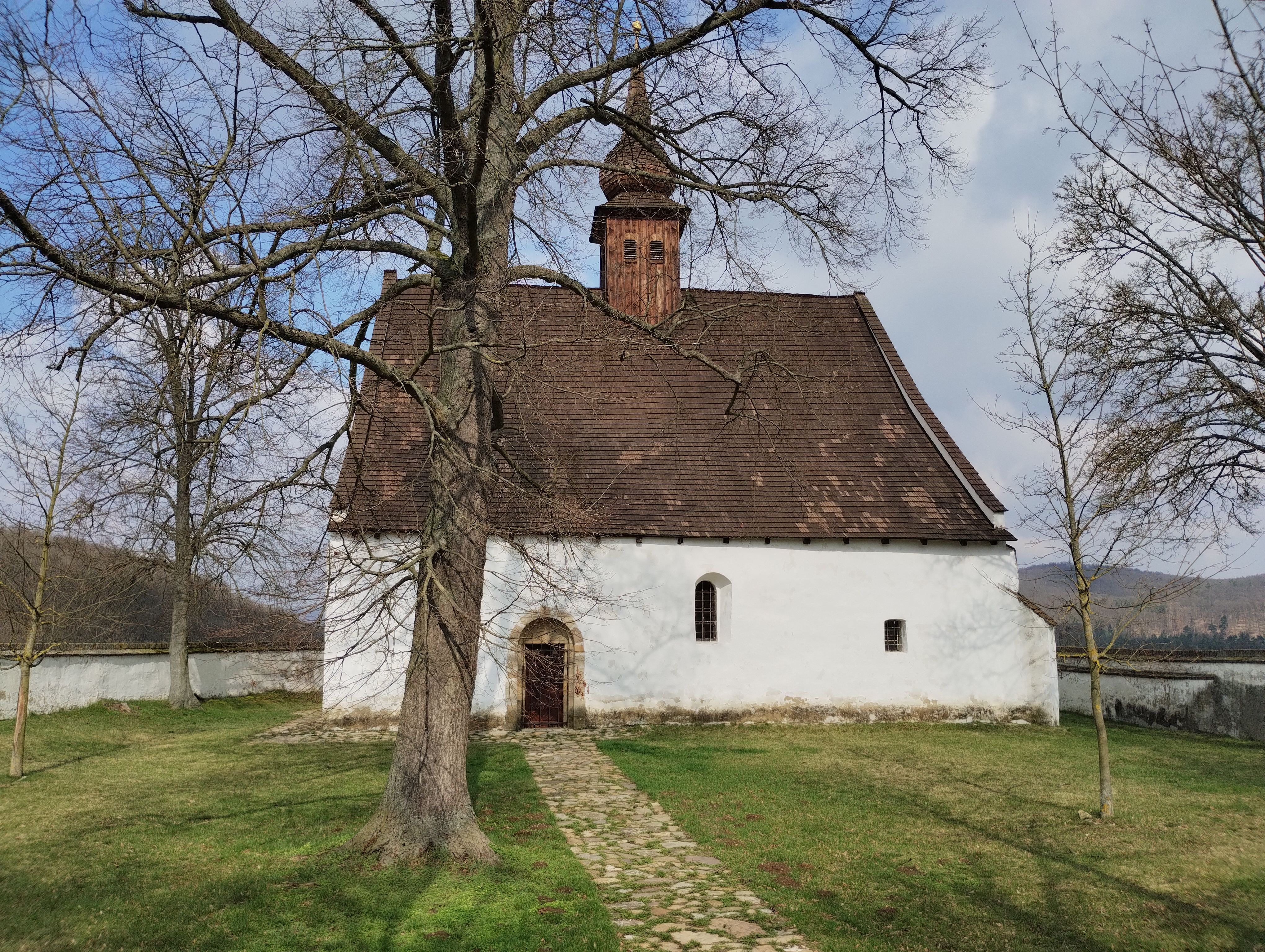
Jižní fasáda

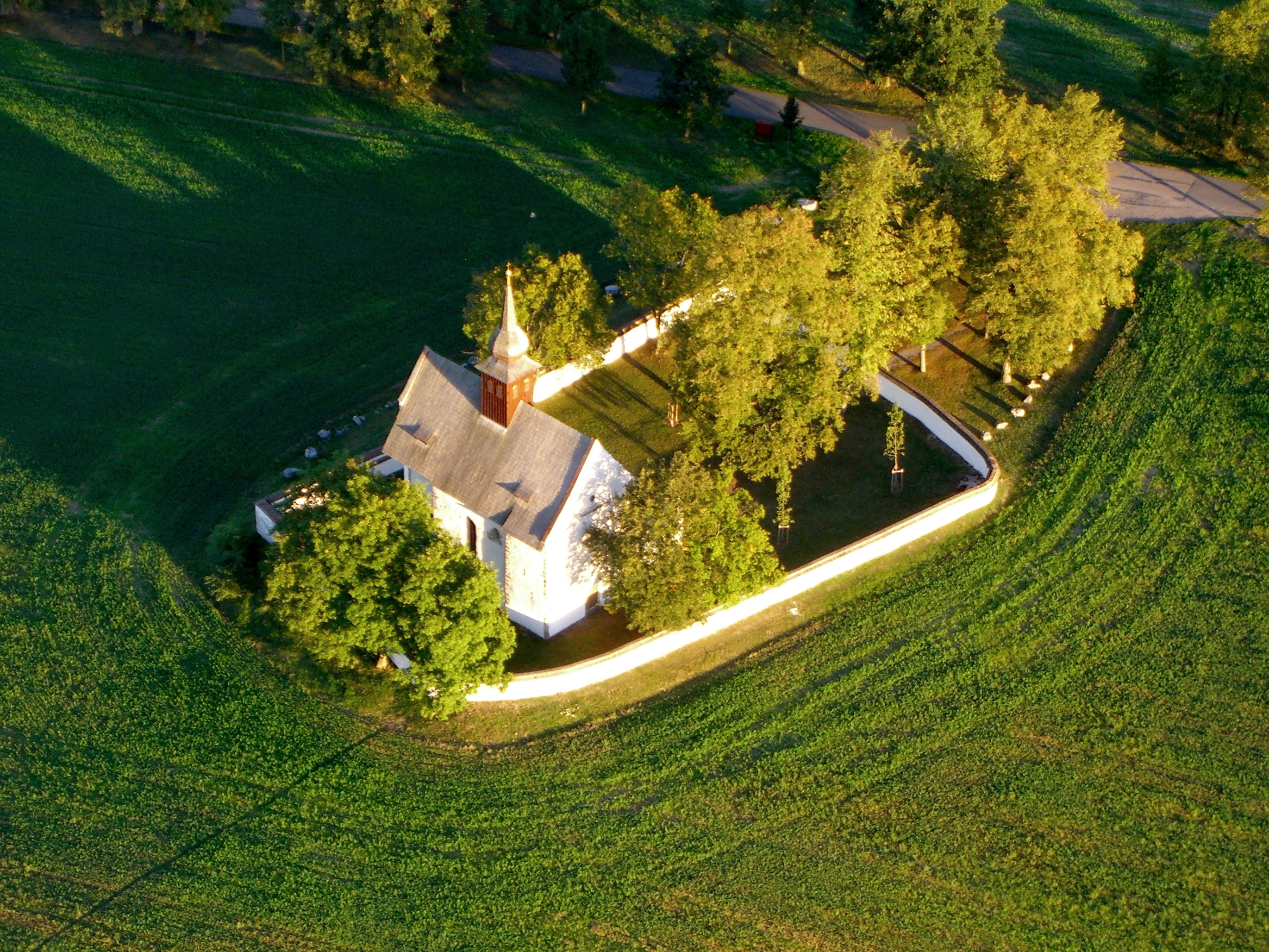
Chrám z ptačí perspektivy

Kaple Matky Boží na Veveří, zvaná také kaple Matky Boží veverské, přesně kaple Nanebevzetí Panny Marie, je původně farní kostel ležící cca 400 m jihozápadně od hradu Veveří. Pochází pravděpodobně z 12. století, první písemná zmínka je z roku 1240. V okolí se rozkládala středověká vesnice, která tvořila předhradí hradu Veveří. Zanikla za husitských válek. Vesnice obklopovala zeměpanský dvorec velmi starého původu.
Kaple dnes leží v Brně, katastrálním území Bystrc, ale církevně spadá pod správu římskokatolické farnosti Veverská Bítýška. Z Brna je přístupna ulicí Rakoveckou (silnice II/384), po jejíž straně na náhorní rovině stojí a silnicí II/386. V současné době se v kapli konají bohoslužby nepravidelně, církevním účelům slouží pouze při některých křesťanských svátcích. Kaple Matky Boží je také oblíbeným místem církevních sňatků a pravidelných poutí. Kaple a její nejbližší okolí se nachází na území přírodního parku Podkomorské lesy.

## Historie a popis
Jde o dvoulodní sakrální stavbu; původně románská kaple byla později částečně přestavěna v gotickém slohu. Věž byla zbořena Švédy během třicetileté války a do dneška se dochovala pouze malá věžička se dvěma zvony. Jižní románský portál je na tympanonu ukončen řeckým křížem se dvěma lvy a vede do boční, gotické lodi. Vstup do hlavní románské lodi vede přes gotický západní vchod. Na štítě na východní straně kostelíka je zřetelný pozdně gotický reliéf lidského obličeje.
Vnitřní vybavení kaple je strohé. Obzvláště cenný originál obrazu Madony Veverské, který je některými badateli připisován Mistru vyšebrodského oltáře činnému kolem roku 1350, byl odvezen v roce 1938 z důvodů restaurování do Národní galerie v Praze, již se nevrátil a byl vystaven několik desetiletí v tamní expozici. V prosinci 2015 rozhodl pravomocně městský soud v Praze, že má být vrácen vlastníku obrazu - římskokatolické farnosti ve Veverské Bitýšce, která jej zapůjčí do expozice Diecézního muzea v Brně. Jde o dílo mimořádné umělecké i historické hodnoty. Jeho kopie byla z kaple ukradena v říjnu 1993.
U kaple stávala také poustevna, v roce 1797 byla však kvůli neutěšenému stavu zbourána a její základy rozebrány.

## Hřbitov
Ve výklenku kůrového schodiště byl 27. února 1837 pochován sesazený švédský král Gustav IV. Adolf. Gustav IV. Adolf zemřel tři týdny předtím, 7. února v St. Gallenu ve Švýcarsku. Do Veveří, kde na svém hradu sídlil jeho syn, korunní princ Gustav (Vasa), bylo tělo k pohřbu převezeno. O půlstoletí později, poté co byla jeho rodina částečně rehabilitována, byly jeho ostatky v roce 1884 vyzdviženy a přeneseny do mauzolea švédských králů Riddalskyrkan ve Stockholmu.
Prostranství okolo kaple sloužilo také jako hřbitov pro okolní vesnice. Například nebožtíci z Veverské Bítýšky zde byli pohřbíváni až do roku 1837, kdy byl založen nový obecní hřbitov. Poslední pohřeb se u kaple konal až v roce 1880.